# Юркевич, Пётр Иванович
Пётр Иванович Юркевич (1889 — 1968) — русский советский врач-терапевт. Главврач 36-й московской больницы. Заслуженный врач РСФСР (1947).
Известен как первая любовь гимназистки Марины Цветаевой, которого она называла «друг моих 15-ти лет» и посвятила ряд стихотворений.

## Биография
Родился в 1889 году. Отец — Иван Викентьевич Юркевич (1854—1920), учитель, из солдатских детей, получивший дворянство по ордену. Мать — Александра Николаевна Юркевич ур. Иванская, дворянка, помещица Тульской губернии. Старший брат — Владимир Юркевич (1885—1964) — корабельный инженер, создатель на тот момент самого большого в мире лайнера «Нормандия».
В 1907 году с серебряной медалью окончил 4-ю московскую мужскую гимназию.
Осенью 1908 года поступил на историко-филологический факультет Московского университета, однако под влиянием среднего брата, студента-медика, вскоре перешел на медицинское отделение того же университета. В 1913 году окончил университет со степенью лекаря. В 1914—1915 годах в качестве корабельного врача совершает длительное путешествие на борту торгового судна.
С 1916 года на фронтах Первой мировой войны, где специализируется в области военной терапии.
В 1918—1920 годах в рядах Красной Армии принимает участие в Гражданской войне на Восточном и Юго-Восточном фронтах.
С 1920 года и до конца жизни, с перерывом на войну, работал пройдя путь от ординатора до главного врача в одной и той же больнице — Благушинская городская больница (позже городская больница № 36, в настоящее время ГКБ им. Ф. И. Иноземцева города Москвы).
Участник Великой Отечественной войны, с 1941 года — врач-терапевт 32-й армии, принимал участие в действиях на Южном и Карельском фронтах, с июня 1943 года — начальник отделения Эвакогоспиталя № 1438 (дислоцировался в г. Беломорске), майор медицинской службы. Награждён орденом Красной Звезды, медалями.

В госпитале тов. Юркевич провёл большую самоотверженную работу по лечению больных и раненных. Было много случаев когда только благодаря круглосуточному внимательному уходу и лечению очень тяжело больным были возвращены жизнь и трудоспособность. Тов. Юркевич обучил десятки врачей и ещё больше медицинских сестёр.— из наградного листа орден Красной Звезды за подписью начальника эвакогоспиталя № 1438 подполковника Фесенко, 23 сентября 1944 года
В 1947 году удостоен звания Заслуженного врача РСФСР, в 1953 году избран учёным секретарем Московского терапевтического общества.
Умер в 1963 году.

## Отношения с Мариной Цветаевой
...милый Петя, я иногда с умилением вспоминаю нашу с Вами полудетскую встречу: верховую езду и сушёную клубнику в мезонине Вашей бабушки, и поездку за холстинами, и чудную звёздную ночь. 
Как мне тогда было грустно! Трагическое отрочество и блаженная юность. И если у Вас сейчас курчавые волосы, наклоните голову, и я Вас поцелую.
Пётр Юркевич был юношеским увлечением Марины Цветаевой, как она его позже назовёт: «другом моих 15-ти лет». Он был на три года старше Цветаевой, уже студент. Пётр Юркевич был старший брат гимназической подруги Цветаевой Сони Юркевич.
Молодые люди дружили, их связывала объёмная переписка в 1908 году.
Летом 1908 года, с разрешения отца, Марина Цветаева приехала погостить в имении принадлежащем семьи Юркевичей, Орловке, которое находилось в Чернском уезде Тульской губернии (ст. Скуратово).
Именно в там, после катания на лошадях вместе с Петром Юркевичем, ей было написано стихотворение «На 18 июля» («Когда твердишь: „Жизнь — скука, надо с ней…“»), которое имеет приписку: «Написано в „веселом“ настроении 21-го июля 1908 (после езды на конях)».
Ему же посвящено стихотворение: «Месяц высокий над городом лёг…» — поводом которому стал случай, когда Юркевич «не допроводил» Цветаеву до дому, в письме в октябре 1908 года она писала ему по этому эпизоду: «Охотно прощаю Вам Ваше „спать хочется“. Всё это ерунда. Хочется — и спите. Спите крепко, без сновидений. Спать хочется? С чем и поздравляю. Нет, всё это не стоит тоски!», а также стихотворения «Если слышишь ты в сердце малиновый звон…» 1908 года и «Прежнему Понтику» 1909 года («Понтик» — домашнее прозвище Пети Юркевича).
На следующий день после отъезда из Орловки она написала письмо-признание Юркевичу, однако, юношеский порыв девушки не был принят молодым человеком, ответившим отказом на её чувство:

Марина Цветаева в ситуации с Юркевичем оказалась в роли пушкинской Татьяны, писавшей к Онегину. Надо отметить удивительную душевную тонкость и такт молодого Юркевича, который заключил письмо так: «Любящий Вас, преклоняющийся перед Вашей сложной, почти гениальной натурой и от души желающий Вам возможного счастья на земле».— Станислав Айдинян, научный сотрудник и член ученого совета Литературно-художественного музея М. и А. Цветаевых
После 1908 года их встречи стали эпизодическими, переписка ещё велась до 1910 года, но вскоре прекратилась. В 1911 году Цветаева вышла замуж.
В 1916 году Пётр Юркевич предпринял попытку возобновить прежнюю дружбу с Цветаевой и написал ей письмо, на что получил ответ:

Милый Петя, я очень рада, что Вы меня вспомнили. … то, что Вы называете любовью (жертвы, верность, ревность), берегите для другой, — мне этого не нужно. Я могу любить только человека, который в весенний день предпочтет мне березу. — Это моя формула. … Буду рада, если еще напишете, милый Петя… Я уже наверное никуда не уеду, пишите в Москву.— из письма М. Цветаевой к П. Юркевичу от 21 июля 1916 года
Это последнее известное письмо их переписки — в 1916 году Юркевич был призван на фронт Первой мировой, после 1917 года на стороне «красных» воевал в Гражданскую войну на востоке России, а Цветаева в Москве ждала мужа служившего в рядах «белой» Добровольческой армии на юге России, и в 1922 году эмигрировала к мужу в Прагу.